# Mercedes McNab

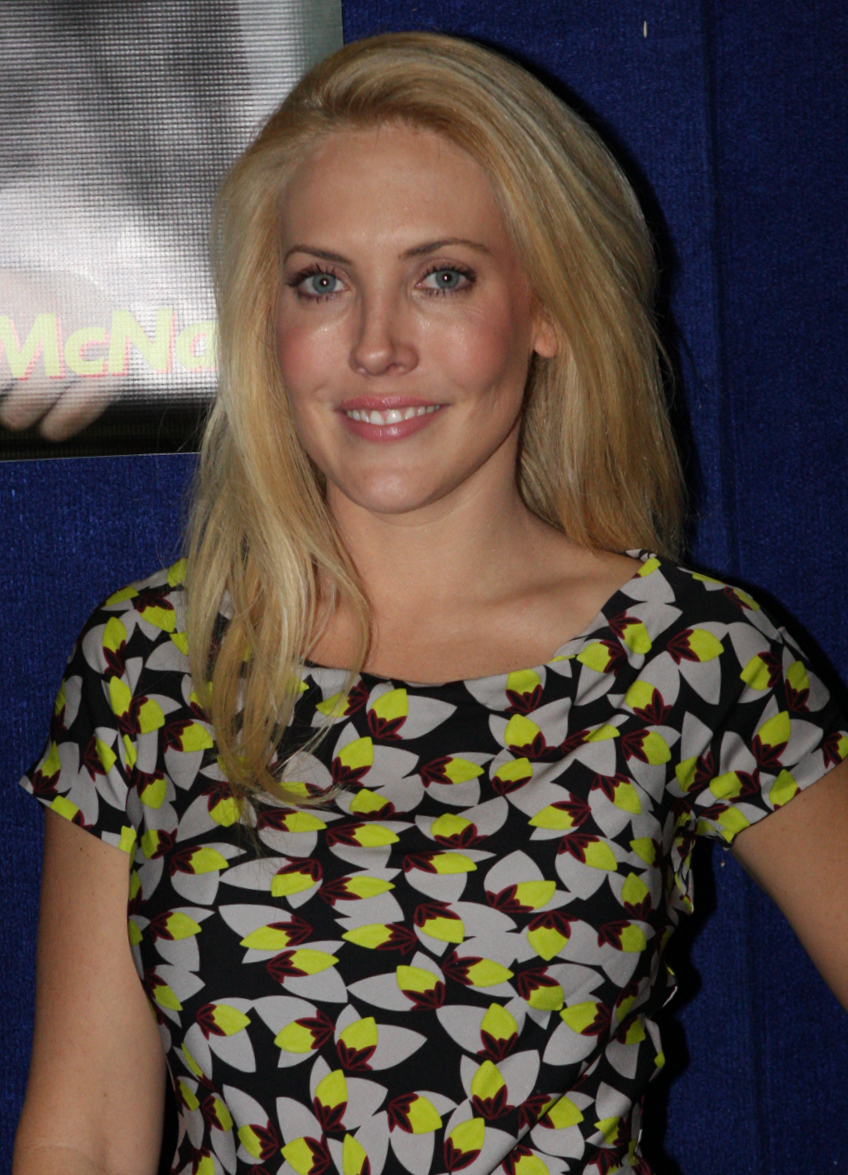
Mercedes McNab

Mercedes Alicia McNab (* 14. März 1980 in Vancouver, British Columbia) ist eine kanadische Schauspielerin. 

## Leben
Die Tochter eines Fußballspielers wuchs zunächst in Kanada auf, siedelte aber bereits im frühen Alter mit ihren Eltern nach Los Angeles über. Dort erhielt sie 1991 – im Alter von 10 Jahren – ihre erste Filmrolle im erfolgreichen Kinofilm Addams Family und spielte auch zwei Jahre später in dessen Fortsetzung wieder mit, wenn auch diesmal in einer anderen Rolle. Von da an spielte McNab, die sich seither professionell von einem Agenten vertreten ließ, regelmäßig in Film und Fernsehen.
Einem breiten Publikum wurde sie durch die Fernsehserie Buffy – Im Bann der Dämonen bekannt. Darin spielte sie ab der allerersten Folge zunächst sporadisch die oberflächliche und arrogante Cheerleaderin Harmony Kendall, die im Finale der dritten Staffel schließlich von einem Vampir gebissen wird. Nun selbst zum Vampir geworden, kehrt Harmony in einzelnen Folgen von Buffy sowie dem Spin-off Angel – Jäger der Finsternis zurück. In der fünften Staffel von Angel war sie eine der Hauptdarstellerinnen. In der Serie Supernatural spielte sie in einem Gastauftritt ebenfalls einen Vampir.
Im deutschen Playboy war sie in Ausgabe 06/2008 zu sehen.
Im Mai 2012 heiratete McNab ihren Freund, einen Objektentwickler.

## Filmografie (Auswahl)
- 1991: Addams Family (The Addams Family)
- 1993: Die Addams Family in verrückter Tradition (Addams Family Values)
- 1994: The Fantastic Four
- 1994: Abenteuer in der Wildnis (Savage Land)
- 1997–2001: Buffy – Im Bann der Dämonen (Buffy the Vampire Slayer, Fernsehserie, 16 Folgen)
- 1998: Flucht von Atlantis (Escape from Atlantis)
- 2000: Schrei des weißen Wolfes (White Wolves III: Cry of the White Wolf)
- 2001: Beer Money (Fernsehfilm)
- 2001–2004: Angel – Jäger der Finsternis (Angel, Fernsehserie, 17 Folgen)
- 2006: Miles from Home
- 2006: Hatchet
- 2007: The Pink Conspiracy
- 2007: XII
- 2007: Dark Reel
- 2007: Medium Raw: Night of the Wolf (Fernsehfilm)
- 2008: Vipers (Fernsehfilm)
- 2010: Hatchet II
- 2011: Glass Heels (Fernsehfilm)

### Gastauftritte
- 1992: Bigfoot und die Hendersons (Harry and the Hendersons, Folge 2x14)
- 1994: Die Abenteuer des Brisco County jr. (The Adventures of Brisco County Jr., Folge 1x19)
- 1997: Smart Guy (Folge 2x07)
- 1998: USA High (Folge 1x44)
- 1998: Ein Hauch von Himmel (Touched by an Angel, Folge 4x25)
- 2001: Walker, Texas Ranger, (Folge 9x16)
- 2002: Dawson’s Creek (Folge 5x15)
- 2002: Boston Public (Folge 2x16)
- 2004: Run of the House (Folge 1x14)
- 2007: Crossing Jordan – Pathologin mit Profil (Crossing Jordan, Folge 6x14)
- 2007: Supernatural (Folge 3x07)
- 2007: Reaper – Ein teuflischer Job (Reaper, Folge 1x7)
- 2008: Psych (Folge 3x03)
- 2009: Criminal Minds (Folge 4x14)